# Ким, Анатолий Григорьевич
Анатолий Григорьевич Ким (22 июня 1949, Казахская ССР — 2011, Казахстан) — советский и казахстанский баскетбольный тренер, заслуженный тренер Республики Казахстан.

## Биография
В период с 1979—1981 и 1992—2000 гг., Анатолий Григорьевич возглавлял женскую сборную Казахстана и мужскую сборную Казахской ССР, в 1988 году с алматинским СКА стал обладателем Кубка СССР. В 2001 году был назначен главным тренером павлодарского «Иртыша», а в 2003 году с костанайским «Тоболом» в качестве тренера-консультанта стал чемпионом страны. В сезоне 2004/2005 с кокшетауским «Окжетпесом» Анатолий Григорьевич стал серебряным призёром женского первенства. В сезоне 2007-08 гг. он возглавил женскую баскетбольную команду «Атырау», которая завоевала серебро в Кубке РК.
Скончался в 2011 году, похоронен на кладбище «Верхняя Пятилетка» в Алма-Ате.